# Provincia di Burdet O'Connor
La provincia di Burdet O'Connor è una delle 6 province del dipartimento di Tarija nella Bolivia meridionale. Il capoluogo è la città di Entre Ríos.
Al censimento del 2001 possedeva una popolazione di 19.339 abitanti.

## Geografia antropica

### Suddivisioni amministrative
La provincia formata dal comune di Entre Ríos